# Magnieu
Magnieu es una comuna francesa situada en el departamento de Ain, en la región de Auvernia-Ródano-Alpes. 
Los habitantes se llaman Magnolans.

## Geografía
Está ubicada en el sureste del departamento, al este de Belley.

## Historia
Fue creada el 1 de enero de 2019, como una comuna nueva, en aplicación de una resolución del prefecto de Ain del 23 de noviembre de 2018 con la unión de las comunas de Magnieu y Saint-Champ.